# Кузмин, Михаил Алексеевич
Михаи́л Алексе́евич Кузми́н (6 [18] октября 1872, Ярославль — 1 марта 1936[…], Ленинград) — русский литератор (поэт, прозаик, драматург, переводчик, критик) и композитор Серебряного века. Первый в России мастер свободного стиха.
Его дебютный и последний стихотворные циклы — «Александрийские песни» (1906) и «Форель разбивает лёд» (1929) — стали вехами в истории русской поэзии. Повесть «Крылья» (1906) открывает в русской художественной прозе новую тему однополой любви. Жил и работал в Санкт-Петербурге.

## Биография

### Детство
Родился 6 (18) октября 1872 года в Ярославле в доме 5 по Малой Варваринской улице (ныне улица Кедрова), в семье дворянина, морского офицера в отставке, члена Ярославского окружного суда Алексея Алексеевича Кузмина (1812—1886), русского происхождения, и его жены Надежды Дмитриевны Фёдоровой (1834—1904). В краткой автобиографии Михаил Кузмин писал, что прадедом его матери был известный французский актёр Жан Офрен, переехавший в Санкт-Петербург во времена Екатерины II. Его дочь Екатерина Осиповна вышла за эмигранта Леона Монготье, в этом браке родилась бабушка писателя Екатерина Львовна — все трое также были актёрами. Отец происходил из небогатых дворян Ярославской и Вологодской губерний, очевидно, со старообрядческими корнями.
Михаил был младшим ребёнком, помимо него в семье было шестеро детей: Варвара (1859—1922, мать писателя Сергея Ауслендера), Анна (1860 — не позднее 1922), Алексей (1862 — не позднее 1922), Дмитрий (1865—1895), Михаил и Павел (1876 — не позднее 1884). Когда Михаилу исполнилось полтора года, отца перевели служить в Саратовскую городскую судебную палату, и всё семейство переехало на новое место. В 1883 году Кузмин учится в той же Саратовской гимназии, где несколько ранее учился Н. Г. Чернышевский. На саратовский период жизни приходятся первые (несохранившиеся) прозаические эксперименты — подражания Гофману.

### Гимназия
В 1884 году, после отставки отца и по настоянию стремившейся обратно в родной город матери, всё семейство переехало в Санкт-Петербург. Жили сначала на Моховой улице у родственников.
М. А. Кузмин поступил в Санкт-Петербургскую 8-ю гимназию (9-я линия В. О., дом 8). В 1886 году умер отец. В это же время М. А. Кузмин познакомился со своим одноклассником Г. В. Чичериным. Дружба с ним и его семьёй оказала на будущего писателя большое влияние. Г. В. Чичерин на многие годы (вплоть до своего отъезда из России в 1904 году) стал его ближайшим другом, а в какой-то степени — поклонником таланта и наставником. Их объединило одинаковое увлечение — музыка и литература, а также ориентация — они оба являлись гомосексуалами. Г. В. Чичерин в этой паре был интеллектуалом, а М. А. Кузмин — творческим началом. Именно будущий дипломат расширил кругозор будущего писателя, например, приучил его к философии, итальянской и немецкой культурам.
Уже в гимназические годы М. А. Кузмин начинает много заниматься музыкой, что значительно определило его будущие вкусы в искусстве. Сначала он написал несколько «ценных по мелодии, но невообразимых по остальному» романсов, затем прологи к операм о Дон Жуане и Клеопатре, и, наконец, текст и музыку оперы «Король Милло» (по Гоцци). Круг чтения Кузмина-гимназиста составляли в основном немецкие романтики (Гофман, Жан Поль, Фуке, Тик).

### Студенчество и композиторство
Лето 1891 года после окончания гимназии М. А. Кузмин провел в усадьбе Караул у Чичериных, которые настоятельно советовали ему продолжить свое обучение в Университете. Однако он стоял на своем выборе — и в августе поступил в Петербургскую консерваторию. Его учителями были Н. А. Римский-Корсаков, А. К. Лядов и Н. Ф. Соловьёв. М. А. Кузмин не закончил обучения в консерватории, пройдя три года из семилетнего курса, а потом два года брал уроки у Римского-Корсакова в частной музыкальной школе В. В. Кюнера.
В эти годы М. А. Кузмин сочинял много музыки: романсы на тексты Фофанова, Мюссе, Эйхендорфа, а также оперы «Елена» (на основе «Античных стихотворений» Леконта де Лиля), «Клеопатра» и «Эсмеральда» (по сюжету «Собора Парижской Богоматери» Гюго). Он изучает немецкий и итальянский языки. М. А. Кузмин в это время отдавал предпочтение классическому искусству. Он продолжил знакомиться с французской (Массне, Делиб, Бизе), отчасти немецкой и начал — итальянской музыкой, в частности Верди, Паганини и Палестрина. М. А. Кузмин расширял свои литературные взгляды — французы Мюссе, Пьер Лоти, Гюго, немцы Гёте, Гейне, Шиллер, Вагнер, итальянцы Альфьери, Мандзони, а также Ибсен. В отличие от своего друга Г. В. Чичерина, он совершенно не интересовался общественной жизнью и политикой. Уже на склоне лет он признавал себя эрудитом в трёх следующих областях: «один период в музыке: XVIII век до Моцарта включительно, живопись итальянского кватроченто и учение гностиков».
В годы обучения в консерватории закладывается мировоззрение М. А. Кузмина, его представление «о прекрасной ясности». Он перенимает философское учение Плотина о красоте, проникающей во все сферы жизни (будь то высокие или низменные), являющейся уникальной частью бытия, воплощающейся в совершенной любви и через неё преображающей человеческую природу. Настроение этого периода эйфорично и безмятежно.
Позднее Кузмин приходит к мысли о принципиальном одиночестве художника, который ради своего призвания изолируется от общества. В дальнейшем его взгляды эволюционируют в сторону гностицизма:

«Я положительно безумею, когда только касаюсь веков около первого; Александрия, неоплатоники, гностики меня сводят с ума и опьяняют, или скорее не опьяняют, а наполняют каким-то эфиром; не ходишь, а летаешь, весь мир доступен, всё достижимо, близко. <…> Если бы теперь, как во II веке, были старинные восточные культы, не было бы невозможно, чтобы я их принял…»— Из писем к Чичерину от 13/25 января 1897 г. и 28 августа 1898 г.
В 1893 году М. А. Кузмин познакомился с офицером конного полка «князем Жоржем», который был на 4 года его старше, и влюбился в него. Из-за неприятия своей гомосексуальности, разочарования в консерватории в следующем году он совершил попытку самоубийства, выпив лавровишневых капель, однако потом испугался и разбудил мать, его спасли. По настоянию матери Кузмин прекратил занятия в консерватории, хотя ещё два года брал уроки в частной музыкальной школе. Весной-летом 1895 года вместе с князем Жоржем отправился в путешествие по Греции и Египту, побывав в Константинополе, Афинах, Смирне, Александрии, Каире, Мемфисе. Во время плавания по Нилу друзья посетили и пирамиды Гизы. Из Египта М. А. Кузмин вернулся в Петербург, а князь Жорж заехал к родственникам в Вену, где скоропостижно умер от приступа сердечной болезни.
В последний раз Кузмин был в Европе весной 1897 года. Целью этой поездки была обетованная Италия, «где искусство пускает ростки из каждого камня». По пути он заехал к Чичерину в Мюнхен. К этому времени относятся первые из сохранившихся опытов Кузмина в стихах и прозе. И тогда же (первым в русской литературе) он осознаёт свою гомосексуальность как «абсолютно естественную, совершенно здоровую, непосредственную и творчески обогащающую его как поэта — данность». Кумиром Кузмина становится итальянский декадент Габриеле д’Аннунцио, провозгласивший лозунг: «Ни дня без совокупления!» В Европе расширяется круг его любовных связей: «будучи в Риме, Кузмин взял на содержание лифт-боя Луиджино, потом летом на даче влюбился в мальчика Алёшу Бехли; когда их переписку обнаружил отец мальчика, дело едва не дошло до суда». Под влиянием общения с одним итальянским каноником Кузмин был близок к обращению в католичество.
Возвращение из Италии ознаменовалось новым духовным кризисом в жизни Кузмина. Из позднейших его рассказов следует, что в поисках своего предназначения он странствовал по скитам олонецких и поволжских раскольников, изучал традиции староверческого духовного пения, собирал древние рукописи с крюковой нотацией. В это время окончательно определяется двойственность Кузмина как человека, у которого русофильство и византизм органично сочетаются с «виртуозно играющим европеизмом». Глазам удивлённых современников он представал как «изящный стилизатор, жеманный маркиз в жизни и творчестве — и в то же время подлинный старообрядец, любитель деревенской русской простоты». Позднее Кузмин описывал русское начало как омут, куда «надо броситься без оглядки, фанатично», на что он не был способен по своей природе.
В первые годы XX века М. Кузмин (всё ещё носивший тогда русские армяк и картуз с «кучерской бородкой») сблизился с высококультурным столичным семейством Верховских и выступал в их доме как исполнитель музыкальных произведений на собственные тексты. Определённая известность пришла к нему после музыкальных выступлений на «Вечерах современной музыки» — музыкального отделения журнала «Мир искусства». Кузмин и в дальнейшем поддерживал дружеские отношения со Львом Бакстом, Константином Сомовым, Вальтером Нувелем, другими мирискусниками, ибо разделял их эстетизм и иные установки.

«Небольшая выдающаяся борода, стриженные под скобку волосы, красные сапоги с серебряными подковами, парчёвые рубашки, армяки из тонкого сукна в соединении с духами (от меня пахло, как от плащаницы), румянами, подведёнными глазами, обилие колец с камнями, мои музыка и вкусы — должны были производить ошарашивающее впечатление. При всей скурильности я являлся каким-то задолго до Клюева эстетическим Распутиным. Я удивляюсь и благодарен мирискусникам, которые за этими мощами разглядели живого и нужного им человека».— Из дневника Кузмина, июль 1934 г.

### «Серебряный век»

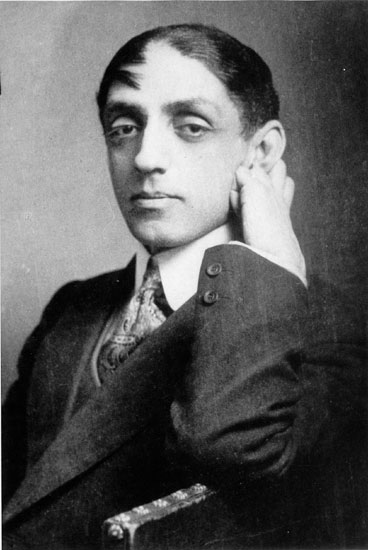
Фотография, подаренная Г. И. Чулкову в 1911 году.

Как литератор Кузмин дебютировал довольно поздно. Его первая публикация в 1905 году (в полулюбительском «Зелёном сборнике стихов и прозы») вызвала интерес В. Я. Брюсова, который привлёк его к сотрудничеству в символистском журнале «Весы» и убедил его заниматься, прежде всего, литературным, а не музыкальным творчеством. В следующем году 34-летний Кузмин выступил в «Весах» с первыми заметными публикациями — стихотворной (цикл «Александрийские песни») и прозаической (повесть «Крылья»). В 1907 году появились новые прозаические вещи («Приключения Эме Лебёфа», «Картонный домик»), а в 1908 году вышла его первая книга стихов «Сети», куда вошли также «Александрийские песни».
Дебюту Кузмина сопутствовал громкий успех и признание со стороны критиков-модернистов, в то же время повесть «Крылья» вызвала скандал из-за первого в русской литературе сочувственного (хотя и довольно целомудренного) описания однополых любовных отношений. Кузмин продолжал писать «нарочито офранцуженную» прозу до конца 1910-х годов, но его остальные романы, повести и рассказы, в основном искусно стилизованные под позднеантичную прозу или характерные для XVIII века плутовские романы странствий (вроде «Кандида»), привлекли меньшее внимание читателей и критики, нежели «Крылья».
Кузмина-поэта неизменно влекут эллинистическая Александрия, французский «галантный век», закрытые общины русских старообрядцев, а также другие периоды художественного декаданса, доживания и распада цивилизации, прошедшей долгий и многотрудный путь культурного развития: «сложные, смутные настроения при дымных закатах в больших городах, до слёз привязанность к плоти, печаль кончившихся вещей, готовность на лишения, какая-то пророческая веселость, вакхика и мистика, и сладострастие — всё это представляется мне… в древних культах смешанных — Рим, Александрия». Эти настроения сближали Кузмина с другим поэтом закатов — Иннокентием Анненским, который посвятил ему своё последнее (и во многом программное) стихотворение «Моя тоска».
Современникам Кузмин — отчасти ввиду неразрешимых противоречий своего мировоззрения — представлялся фигурой загадочной. По воспоминаниям Георгия Иванова, наружность его была вместе уродливая и очаровательная: «Маленький рост, смуглая кожа, распластанные завитками по лбу и лысине, нафиксатуаренные пряди редких волос — и огромные удивительные византийские глаза». На смену русскому платью пришёл франтовский пиджак с высокими тугими воротничками и неизменным галстуком. Много разноречивых толков вызывали его прошлое и настоящее:

«Кузмин ходит в смазных сапогах и поддевке… Кузмин принимает гостей в шёлковом кимоно, обмахиваясь веером… Он старообрядец с Волги… Он еврей… Он служил молодцом в мучном лабазе… Он воспитывался в Италии у иезуитов… У Кузмина удивительные глаза… Кузмин урод…»
Выступая с поэтическими концертами, Кузмин часто прибегал к музыкальному сопровождению, мелодекламировал (впрочем, негромко), что было тогда в большой моде, а иногда аккомпанировал себе на гитаре. В 1906 году он написал музыку к постановке «Балаганчика» Александра Блока, осуществлённой Мейерхольдом на сцене театра Комиссаржевской. Также сочинил музыку для пьес Блока «Незнакомка» (1911) и «Роза и Крест» (1913), для «Бесовского действа» Ремизова (1907) и блоковского перевода «Праматери» Грильпарцера (1909). Некоторые свои стихи он накладывал на музыку и исполнял их вполголоса как романсы. Наиболее широко был известен его романс «Дитя и роза», несколько раз переиздававшийся нотным издательством «Эвтерпа».
В период активной богемной жизни Кузмин не чуждался театральной подёнщины. В 1910—1911 годах вместе с Мейерхольдом и художником Сапуновым был художественным руководителем «Дома интермедий» — театра малых форм в особняке Дервиза на Галерной. Среди многообразных его драматических опытов преобладают балеты в гривуазном духе и исполненные лукавства пасторали, как правило, предназначавшиеся для любительского театра и кабаре. Для труппы Комиссаржевской им написана «Комедия о Евдокии из Гелиополя» (1907), для «Дома интермедий» — «Голландка Лиза» (1911), для суворинского Малого театра — оперетта «Забава дев» (1911), для Интимного театра — «Выбор невесты» (1913), для домашнего театра Е. Носовой — «Венецианские безумцы» (1914), для театра Таирова — пантомима «Духов день в Толедо» (1915).
Будучи завсегдатаем всех петербургских театров, Кузмин на протяжении многих лет обозревал в периодических изданиях новые спектакли и другие события культурной жизни столицы. В книге «Условности» (Петроград: Полярная звезда, 1923) были собраны некоторые его критические статьи, связанные с искусством Серебряного века: о прозе, поэзии, изобразительном искусстве, музыке, театре, кино и даже о цирке. В 1916 году вступил в Союз «Председателей земного шара».

#### Влияние на молодых поэтов
В 1908—1912 годах Кузмин жил на «Башне» Вячеслава Иванова, где в эти годы собирались молодые поэты, вошедшие в историю русской литературы под именем акмеистов. В разгар всеобщего увлечения символизмом он вызывающе открыл первый сборник стихов со строчек, воспевающих осязаемые детали реального мира — «шабли во льду, поджаренную булку». С интересами постсимволистов Кузмина сближали виртуозное владение формой, особое внимание к детали, установка на преломление мыслей в ясных предметных образах — то, что Иванов определил как «кларизм». Для формирования акмеизма была важна программная статья «О прекрасной ясности» (1910), в которой Кузмин писал:

«Пусть ваша душа будет цельна или расколота, пусть миропостижение будет мистическим, реалистическим, скептическим, или даже идеалистическим (если вы до того несчастны), пусть приемы творчества будут импрессионистическими, реалистическими, натуралистическими, содержание — лирическим или фабулистическим, пусть будет настроение, впечатление — что хотите, но, умоляю, будьте логичны — да простится мне этот крик сердца! — логичны в замысле, в постройке произведения, в синтаксисе».

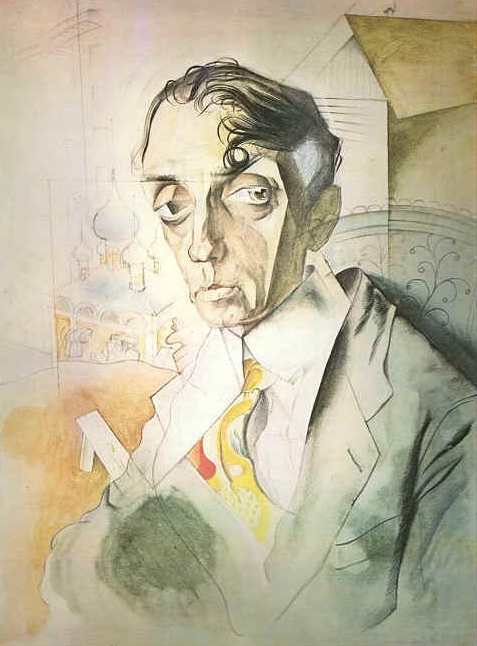
Кузмин на портрете Ю. П. Анненкова (1919)

Сам Кузмин, впрочем, к акмеистам себя не относил и относился ко многим из них иронически. Он принципиально держался в стороне от литературных школ и течений, ибо считал, что «без односторонности и явной нелепости школы ничего не достигнут: нужно быть или фанатиком (то есть человеком односторонним и ослеплённым), или шарлатаном, чтобы действовать как член школы».
Дискуссионным в литературоведении остаётся вопрос о степени влияния Кузмина на Ахматову. Литературным дебютом Ахматовой стал сборник «Вечер», которому было предпослано вступление Кузмина. При позднейших перепечатках она вычеркнула из него стилизации под Кузмина (вроде «Маскарада в парке») и яростно оспаривала распространённые на Западе представления о себе как об ученице Кузмина. Тем не менее считается, что основная тема и строфика итогового произведения Ахматовой, «Поэмы без героя» (1940—1965), восходят к последнему стихотворному сборнику Кузмина, а сама поэма иногда трактуется как «следствие размышлений о творчестве и личности Кузмина». 
«Я подмастерье знаменитого Кузмина. Он мой magister», — писал брату начинающий поэт Виктор Хлебников, получивший на «Башне» новое имя «Велимир». Кузмин ободрял молодого экспериментатора и покровительствовал ему. В своём дневнике он пишет, что у Хлебникова «есть что-то очень яркое и небывалое», называет его стихи «гениально-сумасшедшими».
По разнообразию метрики Кузмин превосходит большинство мэтров «Серебряного века». К примеру, «Александрийские песни» написаны свободным стихом, что для русской поэзии было в новинку. По заключению Вяч. Вс. Иванова, «метры Кузмина оказываются не только для поздней Ахматовой, но и для других поэтов этого времени источником постоянных новшеств». Лев Лосев считал, что после Кузмина в полной мере овладел верлибром среди русских поэтов только Сергей Кулле.

#### Личная жизнь
Как только на Кузмина обрушилась богемная слава, в его спальне «на смену безвестным купцам и приказчикам-старообрядцам, молодым людям без определённых занятий и весьма низкого образовательного ценза пришли художники самого элитарного московского и петербургского круга». На сентябрь-октябрь 1906 года приходится краткий роман с Константином Сомовым, а на октябрь-декабрь того же года — страстная связь с другим художником, Сергеем Судейкиным, нашедшая отражение в незавершённой повести с ключом «Картонный домик». Конец этой связи положил внезапный брак Судейкина с балериной Ольгой Глебовой.
В мае 1910 года начались отношения с юным гусаром (и начинающим поэтом) Всеволодом Князевым, которые проходили под знаком грозящей неверности. «Иной раз слышно было, как прекрасно звенят гусарские шпоры по коридору в направлении его комнаты», — вспоминали соседи. После нескольких безоблачных дней, проведённых поэтом в гостях у Князева в Риге, последовал решительный разрыв; через полгода Князев (именовавший себя в стихах «Пьеро») застрелился в отчаянии от измены своей «Коломбины» — Ольги Глебовой-Судейкиной. Из воспоминаний об этом любовном треугольнике годы спустя выросла ахматовская «Поэма без героя», где Кузмин представлен в виде зловещей фигуры: «Не отбиться от рухляди пестрой: Это старый чудит Калиостро — Сам изящнейший сатана». Как показал Н. А. Богомолов, этот образ «арлекина-убийцы» представляет собой плод воображения Судейкиной и Ахматовой (они были близкими подругами), имеющий мало общего с реальным Кузминым и его ролью в драме самоубийства Князева.
С весны 1913 г. постоянным спутником Кузмина становится молодой художник и литератор Юрий Юркун. С 1916 г. до конца жизни они жили в квартире № 9 в доме № 17 по улице Спасской (ныне — улица Рылеева). С течением времени эта семейная пара всё больше напоминала окружающим отца и сына («Нежный, умный, талантливый мой сынок…» — пишет ему Кузмин). Хозяйство в их квартире вела мать Юрия, Вероника Карловна Амброзевич, которую Кузмин в своих дневниках часто называет «мамашей».

### Советское время
После революции Михаил Кузмин решил остаться в России и со временем превратился в авторитетного мэтра для нового поколения ленинградских поэтов и литераторов. Ради заработка принимал участие в театральных постановках в качестве музыкального руководителя, писал театральные рецензии. Пока приглашали, сотрудничал как композитор с созданным в 1919 году Большим драматическим театром — написал музыку к спектаклям «Рваный плащ» С. Бенелли (1919), «Мнимый больной» Мольера, «Двенадцатая ночь» Шекспира (1921), «Земля» Брюсова (1922) и «Близнецы» Плавта (1923). Кузмин перевёл на русский язык либретто опер «Водовоз» Керубини, «Волшебная флейта» Моцарта, «Воццек» Альбана Берга, а также «Песни о земле» Малера. 

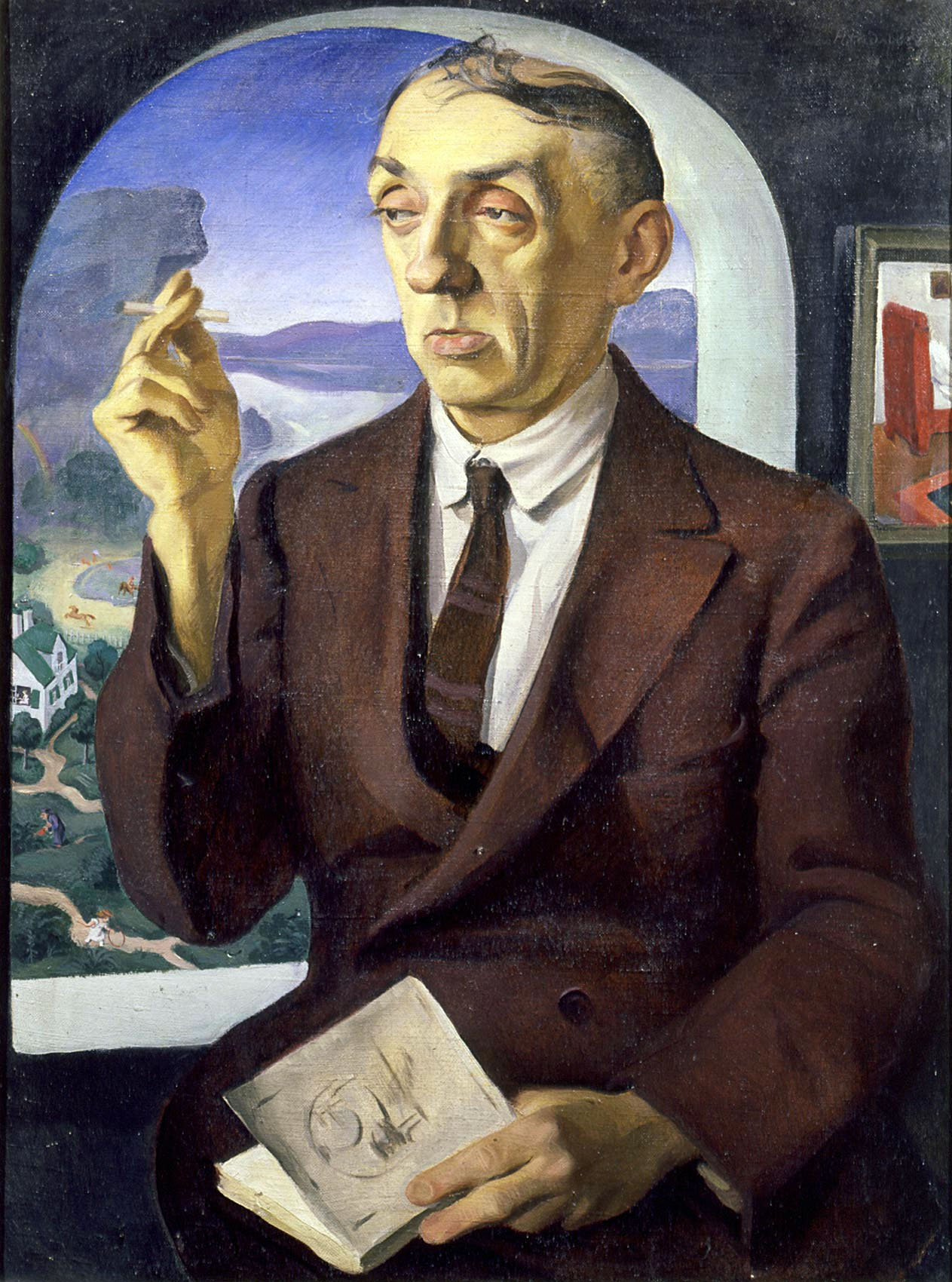
Кузмин на портрете Н. Радлова (1926)

В 1922—1923 годах Кузмин был лидером группы «эмоционалистов» (Радлова, Юркун), которая издавала под его редакцией литературный альманах «Абраксас». Эмоционализм понимался Кузминым как «проясненная и умиротворенная разновидность экспрессионизма». Другие течения в литературе русского экспрессионизма представляют объединение Бориса Лапина «Московский Парнас» (1922) и экспрессионистский кружок Ипполита Соколова (1919—1922). Поздние кузминские пьесы для чтения («Прогулки Гуля», «Смерть Нерона») строятся на переплетении значимых для автора реминисценций и мифологем, скомпонованных по принципу субъективной ассоциации.
Кузмин относительно спокойно, хотя и в тревоге за своих близких, пережил начало политических репрессий. Возможно, свою роль в этом сыграла давняя, ещё с гимназических времен, дружба с Г. В. Чичериным — наркомом иностранных дел СССР. Печатали его всё реже: в конце 1920-х годов ежегодно публиковалось не более 2-3 новых стихотворений Кузмина. В квартиру Кузмина и Юркуна подселили «многолюдное и многодетное еврейское семейство», в результате чего она превратилась в «захламлённую и тесную» коммуналку.
В 1929 году чудом пробил стену идеологической цензуры последний его поэтический сборник — «Форель разбивает лёд», ставший, по оценке последовательницы Кузмина Елены Шварц, его «шедевром и, может быть, оправданием жизни». Стихи сборника отличаются многообразием метрики, сновидческой образностью, исчезновением прежней жеманной лёгкости, сложными для интерпретации отсылками к гностицизму (наряду с другими эзотерическими доктринами) и западноевропейскому экспрессионизму (в том числе и в кино). Как и у Мандельштама, на смену «прекрасной ясности» 1910-х гг. приходят стихи затемнённые, герметичные, недоступные для окончательной дешифровки, свидетельствующие о движении автора в сторону сюрреализма. Прозаические тексты 1920-х гг. характеризуются как «предобэриутские».
Со второй половины 1920-х годов Кузмин (как и многие другие отлучённые от публикации авторы «серебряного века») зарабатывал на существование преимущественно переводами (в том числе эквиритмическими): среди наиболее заметных работ — «Метаморфозы» Апулея (перевод стал классическим), сонеты Петрарки, восемь пьес Шекспира, новеллы Мериме, стихи Гёте и Анри де Ренье. По приглашению Максима Горького участвовал в составлении планов французской секции издательства «Всемирная литература», редактировал собрание сочинений Анатоля Франса (также активно им переводившегося). По свидетельству Н. Харджиева, на склоне лет Кузмин заинтересовался метафизическими поэтами и «был, вероятно, единственным в нашей стране знатоком поэзии Джона Донна». Из молодых ленинградских авторов, бывавших у него на файвоклоках, выше всех ставил К. Вагинова, безвременная смерть которого подействовала на него угнетающе.
В течение 60 лет (с 1929 по 1989 год) книги Кузмина в СССР не издавались. Ряд его поздних произведений, по-видимому, не сохранился: романы «Римские чудеса» (сохранились две опубликованные главы), «Пропавшая Вероника», практически не известно стихотворений последних 7 лет жизни. Оставшиеся после Кузмина рукописи были переданы решением суда его домохозяйке В. К. Амброзевич (мать Юркуна); дальнейшая судьба большинства из них неизвестна. Богатый фактами дневник за 1905—1929 годы (наряду с другими архивными бумагами) Кузмин продал за 25000 руб. директору Гослитмузея Бонч-Бруевичу. Публикация в начале XXI века дневниковых тетрадей за 1905—1915 годы позволила пересмотреть место Кузмина в литературной жизни своего времени и привела к возникновению своего рода культа поэта как хранителя культурных традиций в век крушения культуры. Дневник за 1934 год также сохранился и был опубликован Глебом Моревым в 1998 г.
М. А. Кузмин умер от воспаления лёгких 1 марта 1936 года в Куйбышевской (Мариинской) больнице в Ленинграде (Литейный проспект, 56): по свидетельству Юркуна — «умер исключительно гармонически всему своему существу: легко, изящно, весело, почти празднично». Похоронен на Литераторских мостках Волковского кладбища. После войны надгробие было перенесено на другой участок кладбища в связи с сооружением мемориала семьи Ульяновых. Останки же захороненных были «выброшены на другое место, где всех и похоронили в одной общей могиле». В XXI веке в годовщину смерти Кузмина у надгробия собираются поклонники его творчества и читают его стихи.

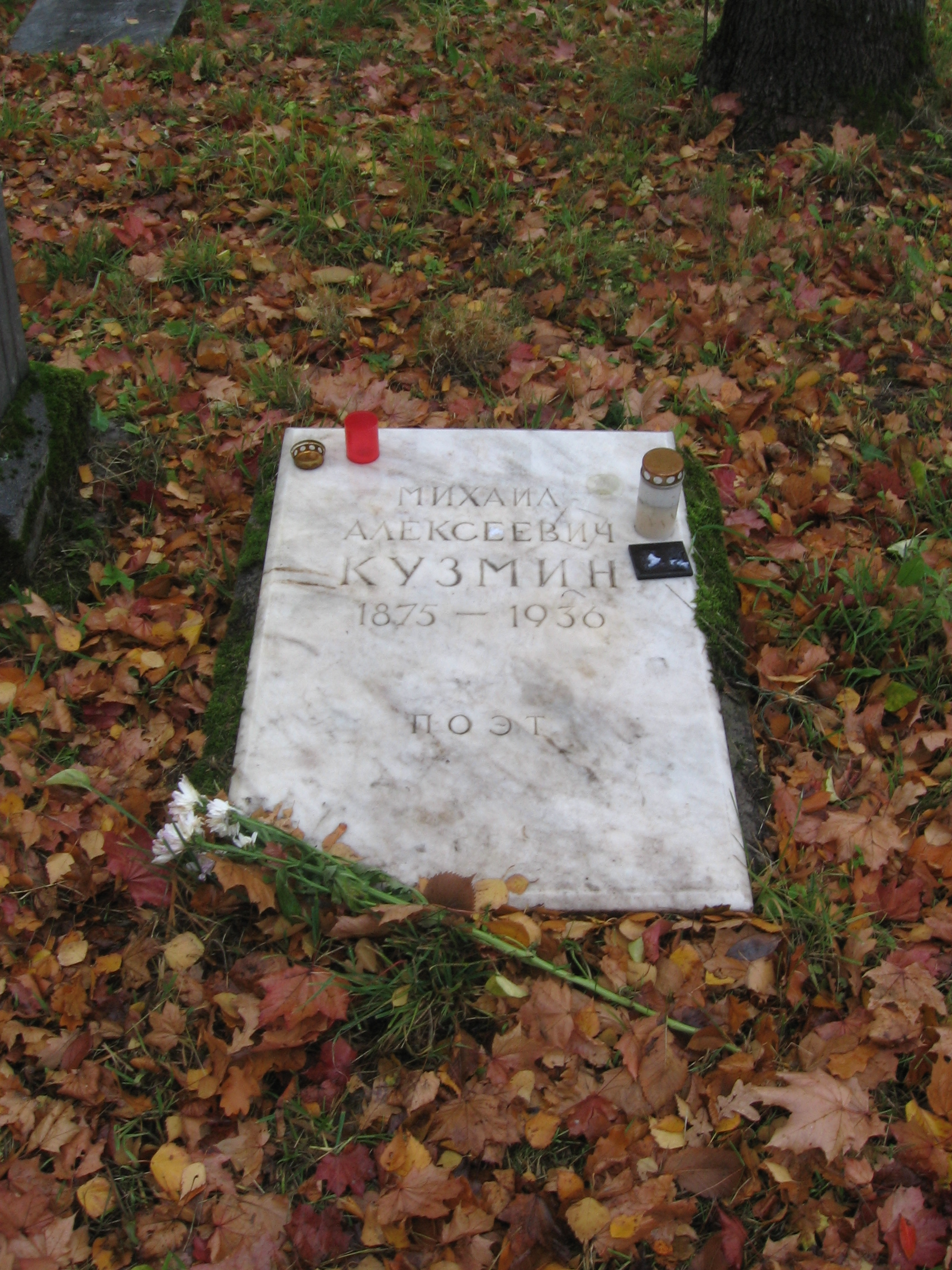
Надгробие М. А. Кузмина на Литераторских мостках.

- 1884—1904 — М. А. Кузмин с семьёй после переезда в Санкт-Петербург жил на Моховой улице;
- 1892 — поэт жил на даче на Дубковской улице в Сестрорецке;
- 1902—1904 — доходный дом — 9-я линия Васильевского острова, 28;
- 1906—1908 — доходный дом А. В. Кащенко — Суворовский проспект, 34, кв. 10
- 1908—1912 — квартира В. И. Иванова («Башня») в доходном доме И. И. Дернова — Таврическая улица, 25 (ныне — дом 35)[57];
- 1912—1913 — доходный дом акционерного общества «Строитель» — Рыночная улица (ныне — Гангутская улица), 16;
- 1914 год — квартира Е. А. Нагродской в доходном доме — Морская улица (ныне Большая Морская улица), 46/наб. реки Мойки, 91;
- 1914—1915 — доходный дом — Спасская улица (ныне Рылеева), 11;
- 1915—1936 — доходный дом — Спасская улица, 17, кв. 9.

### Произведения
- Сети. — М.: Скорпион, 1908; 

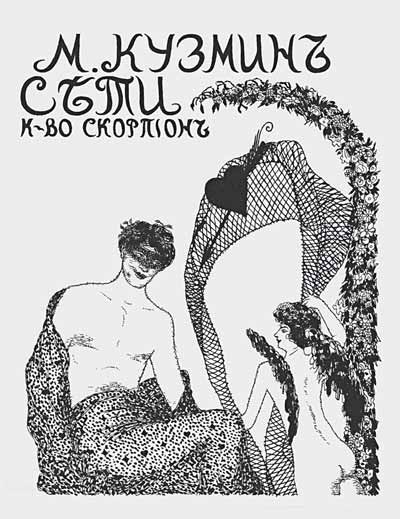
Обложка первого стихотворного сборника «Сети» (Н. Феофилактов, 1908)

  - 2-е изд.  — Облож. работы А. Божерянова. — Петроград: Издание М. Семенова, 1915. — 217 [5] c.;
  - 3-е изд. — Петроград; Берлин: Петрополис, 1923
- Куранты любви. — М.: Скорпион, 1910
- Осенние озёра. — М.: Скорпион, 1912
- Глиняные голубки. Третья книга стихов. — Облож. работы А. Божерянова. — СПб.: Издание М. И. Семенова, 1914. — 194 [14] c. [В книге вклеен вкладыш из тонкой бумаги розового цв. с 12 опечатками]; 2-е и 3-е изд. — Берлин, 1923
- Плавающие-путешествующие. — Петроград: Издание М. И. Семенова, 1915
- Тихий страж. — Петроград: Издание М. И. Семенова, 1916
- Вожатый. — Петроград: Прометей, 1918
- Двум. — Петроград: Сегодня, 1918
- Чудесная жизнь Иосифа Бальзамо, графа Калиостро. — Петроград: Странствующий Энтузиаст, 1919;
- Занавешенные картинки. — Петроград, 1920 (на обложке указано «Амстердам»). 320 нумерованных экз.
- Александрийские песни. — Петроград: Прометей, 1921. — 71 [7] с. — 4500 экз. (Книга вышла с двумя вариантами обложки: со старой орфографией и новой)
- Вторник Мэри. — Пг.: Петрополис, 1921
- Эхо. — Петроград: «Картонный домик», 1921
- Нездешние вечера. — Петроград: Петрополис, 1921; 2-е изд. — Берлин: Слово, 1923
- Лесок. — Пг.: Неопалимая купина, 1922
- Параболы. — Петроград; Берлин: Петрополис, 1923
- Условности: Статьи об искусстве. — Петроград: Полярная звезда, 1923. — 188 с. — 2000 экз. [Типография "Красный печатник"]
- Новый Гуль. — Л.: Academia, 1924
- Форель разбивает лёд: стихи 1925—1928; — Л.: Издательство Писателей в Ленинграде, 1929.
- Две Ревекки (1917-1918). Асебия, Митин Журнал, 2024

### Сборники прозы
- Приключения Эме Лебефа. — СПб., 1907
- Комедии. — СПб.: Оры, 1908
- Крылья. — М.: Скорпион, 1908; 4-е изд. — Берлин: Петрополис, 1923
- Первая книга рассказов. — М.: Скорпион, 1910
  - Приключения Эме Лебефа
  - Письма Клары Вальмон
  - Флор и разбойник
  - Тень Филлиды
  - Решение Анны Мейер
  - Кушетка тети Сони
  - Крылья
- Вторая книга рассказов. — М.: Скорпион, 1910
  - Подвиги Великого Александра
  - Повесть об Елевсиппе
  - Нежный Иосиф
- Третья книга рассказов. — М.: Скорпион, 1913
  - Путешествие сэра Джона Фирфакса
  - Рассказ о Ксанфе, поваре царя Александра, и жене его Калле
  - Высокое искусство
  - Нечаянный провиант
  - Опасный страж
  - Ванина родинка
  - Мечтатели
- Покойница в доме. Сказки: Четвёртая книга рассказов. — СПб.: Издание М. И. Семенова, 1914
- Зелёный соловей: Пятая книга рассказов. — Пг.: Издание М. И. Семенова, 1915
- Военные рассказы. — Пг.: Лукоморье, 1915
- Антракт в овраге. Пг.: Издание М. И. Семенова, 1916
- Девственный Виктор. — Пг.: Издание М. И. Семенова, 1918
- Бабушкина шкатулка. — Пг.: Издание М. И. Семенова, 1918
- H. К. Рерих. — М.: Из-во Всероссийского Комитета Помощи Инвалидам Войны при ВЦИК Советов, 1923

### Дневники
- Дневник 1905—1907 гг. — СПб.: Издательство Ивана Лимбаха, 2000
- Дневник 1908—1915 гг. — СПб.: Издательство Ивана Лимбаха, 2005
- Дневник 1934 г. — Изд. 2-е. — СПб.: Издательство Ивана Лимбаха, 2007

### Собрание сочинений
- Собрание сочинений. —  Обл. работы А. Божерянова. — Петроград: Издание М. И. Семёнова, [1915]—[1918]. [1 и 2-е изд.]
  - Стихи: Т. I: Сети; Т. 2: Осенние озёра; Т. 3: Глиняные голубки
  - Рассказы: Т. 4: Покойница в доме; Т. 5: Зелёный соловей; Т. 6: Плавающие-Путешествующие; Т. 7: Тихий страж (Роман в 2 ч.); Т. 8: Антракт в овраге; Т. 9: Девственный Виктор.
- Собрание сочинений в шести томах. — Внешнее оформление худож. А. Балашовой. — М.: Книжный клуб Книговек: Терра, сор., 2017. — ISBN 978-5-4224-1204-4 (Литературное приложение «Огонёк»)
  - Т. I: Сети; Осенние озёра; Глиняные голубки; Вожатый; Двум; Занавешенные картинки; Эхо. — Вступит. ст. И. Владимирова. — 352 с.: портр.; ISBN 978-5-42241229-7
  - Т. 2: Нездешние вечера; Параболы; Новый Гуль; Форель разбивает лед; Неизданные стихи; Проза, не вошедшая в сборники. — 480 с.: портр.; ISBN 978-5-4224-1230-3
  - Т. 3: Первая книга рассказов; Вторая книга рассказов; Третья книга рассказов. — 608 с.: портр.; ISBN 978-5-4224-1231-0
  - Т. 4: Четвёртая книга рассказов; Пятая книга рассказов; Плавающие-путешествующие (Роман). — 464 с.: портр.; ISBN 978-5-4224-1232-7
  - Т. 5: Тихий страж (Роман); Бабушкина шкатулка (Сборник рассказов); Военные рассказы (Сборник рассказов); Девственный Виктор (Сборник рассказов). — 448 с.: портр.; ISBN 978-5-4224-1233-4
  - Т. 6: Чудесная жизнь Иосифа Бальзамо, графа Калиостро (В трёх книгах); Антракт в овраге (Сборник рассказов); Проза, не вошедшая в сборники. — 512 с.: портр.; ISBN 978-5-4224-1206-8

## Память
- 20—22 октября 2022 года в Санкт-Петербурге, в Институте русской литературы (Пушкинский Дом) РАН прошла международная научная конференция «Миры Михаила Кузмина: к 150-летию со дня рождения», посвящённая памяти Николая Богомолова, исследователя творчества Кузмина[58].

## Адреса в Санкт-Петербурге/Петрограде/Ленинграде
- Суворовский пр., д. 34